# カヴァーデイル・ペイジ
カヴァーデイル・ペイジ（英語：Coverdale•Page）は、デイヴィッド・カヴァデールとジミー・ペイジによるプロジェクト、及び唯一発表されたスタジオ・アルバム。

## 概要
1990年代当時のカヴァデールとペイジのアーティスト契約先のゲフィン・レコードのA&Rマン、ジョン・カロドナー（アトランティック時代にフォリナー、AC/DCなどを販売促進）の提案によって持ちかけられたプロジェクト。
プロジェクト結成当時、ペイジとしてはポール・ロジャースと組んだザ・ファーム以来となる本格的なバンド活動となり、カヴァデールにとってはホワイトスネイクでもうかがえたレッド・ツェッペリン色が映えた。
結成以前、ペイジはロバート・プラントらとレッド・ツェッペリン再結成に向けて意欲的であったが、結局プラントの拒絶により頓挫。その後「デヴィッド・カヴァデールを起用してアルバム制作に突入」の報が入ると、双方のファンは色めき立った。
ペイジはレッド・ツェッペリンほどの巨大な成功や評価を得られない状態が続いており、片やカヴァデールはそのレッド・ツェッペリンと同時代に活躍したディープ・パープルの（3代目）ボーカリストであり、その後のホワイトスネイクでは「ロバート・プラントの猿真似」と揶揄されるようなパフォーマンスが見受けられたため、この両名が伝説のバンドの業績を台無しにするのではないかという危惧を抱かれたが、その一方で、1970年代を代表するロックバンドであるレッド・ツェッペリンを創り上げたペイジとホワイトスネイクで大きな成功を収めた記憶も新しいカヴァデールとの合体ということで非常に期待されていたことも事実である。
ペイジはレッド・ツェッペリン解散後は同じ方法論を踏襲せずにいたが、本プロジェクトでそれを復活させた。全盛期を彷彿とさせるギタープレイと曲作りを見せ、精彩を取り戻してみせた。しかし1993年9月、ペイジはロバート・プラントからMTVアンプラグドでの共演を依頼され、このプロジェクトは日本のみ公演が行われ、その後解体されることが決定された。コンサート自体は成功を収め、カヴァデールは「ロックン・ロール」などレッド・ツェッペリンの楽曲をハイトーン・ヴォイスを駆使して見事に歌い上げ、また、フリルの付いた白いブラウスを着用するなど、ホワイトスネイクとはまた異なる華麗な印象を与えた。カヴァデールは、正式のライブ・ビデオを撮ることができなかったとひどく悔やんでいる。

## 来日公演
- Japan Tour 1993（1993年）
  - 12月14日・15日 東京 日本武道館
  - 12月17日・18日 東京 代々木第一体育館
  - 12月20日・21日 大阪 大阪城ホール
  - 12月22日 名古屋 愛知県体育館
    - 18日は追加公演

## アルバム
本作はレッド・ツェッペリン以降のペイジのキャリアでは最も成功した作品であり、USのRIAAの記録で50万枚、日本で15万枚、UKで6万枚を売った。アルバムからは"Pride and Joy", "Shake My Tree", "Take Me for a Little While", "Take a Look at Yourself" そして "Over Now"の以上5曲がシングルカットされた。
本作にも参加したデニス・カーマッシ、Guy Pratt、Brett Tuggleらがサポート・メンバーによって日本公演のみが行われ、追加公演も行われる盛況であった。プロジェクト解体後、ペイジはロバート・プラントとのアンプラクド・プロジェクト、カヴァデールは自身のホワイトスネイク再稼働へとそれぞれ活動の場を移した。

### 収録曲
| 全作詞・作曲: ジミー・ペイジ & デヴィッド・カヴァデール。 |                                                         |                                           |                                           |      |
| #                                                         | タイトル                                                | 作詞                                      | 作曲・編曲                                | 時間 |
| 1.                                                        | 「Shake My Tree」(シェイク・マイ・ツリー)               | ジミー・ペイジ & デヴィッド・カヴァデール | ジミー・ペイジ & デヴィッド・カヴァデール | 4:54 |
| 2.                                                        | 「Waiting on You」(永遠の女)                            | ジミー・ペイジ & デヴィッド・カヴァデール | ジミー・ペイジ & デヴィッド・カヴァデール | 5:16 |
| 3.                                                        | 「Take Me for a Little While」(ア・リトル・ホワイル)    | ジミー・ペイジ & デヴィッド・カヴァデール | ジミー・ペイジ & デヴィッド・カヴァデール | 6:17 |
| 4.                                                        | 「Pride and Joy」(プライド・アンド・ジョイ)             | ジミー・ペイジ & デヴィッド・カヴァデール | ジミー・ペイジ & デヴィッド・カヴァデール | 3:32 |
| 5.                                                        | 「Over Now」(オーヴァー・ナウ)                          | ジミー・ペイジ & デヴィッド・カヴァデール | ジミー・ペイジ & デヴィッド・カヴァデール | 5:24 |
| 6.                                                        | 「Feeling Hot」(ホットな気分)                           | ジミー・ペイジ & デヴィッド・カヴァデール | ジミー・ペイジ & デヴィッド・カヴァデール | 4:11 |
| 7.                                                        | 「Easy Does It」(イージー・ダズ・イット)                | ジミー・ペイジ & デヴィッド・カヴァデール | ジミー・ペイジ & デヴィッド・カヴァデール | 5:53 |
| 8.                                                        | 「Take a Look at Yourself」(ルック・アット・ユアセルフ) | ジミー・ペイジ & デヴィッド・カヴァデール | ジミー・ペイジ & デヴィッド・カヴァデール | 5:02 |
| 9.                                                        | 「Don't Leave Me This Way」(ジス・ウェイ)               | ジミー・ペイジ & デヴィッド・カヴァデール | ジミー・ペイジ & デヴィッド・カヴァデール | 7:53 |
| 10.                                                       | 「Absolution Blues」(赦罪のブルース)                    | ジミー・ペイジ & デヴィッド・カヴァデール | ジミー・ペイジ & デヴィッド・カヴァデール | 6:00 |
| 11.                                                       | 「Whisper a Prayer for the Dying」(死にゆく者への祈り)  | ジミー・ペイジ & デヴィッド・カヴァデール | ジミー・ペイジ & デヴィッド・カヴァデール | 6:54 |
| 合計時間:                                                 | 合計時間:                                               | 61:05                                     |                                           |      |

### 参加ミュージシャン
- Jimmy Page - ギター、ダルシマー、ハーモニカ、バッキング・ボーカル
- David Coverdale - ボーカル、ギター
- Denny Carmassi - ドラムス
- Jorge Casas - ベース
- Ricky Philips - ベース
- Lester Mendez - キーボード、パーカッション
- John Harris - ハーモニカ
- Tommy Funderbuck - バッキング・ボーカル
- John Sambataro - バッキング・ボーカル